# Dargomyśl (przystanek kolejowy)
Dargomyśl – zlikwidowany przystanek stargardzkiej kolei wąskotorowej w Dargomyślu, w województwie zachodniopomorskim, w Polsce. Przystanek został zlikwidowany w 1959 roku.